# Magyarok
Magyarok é um filme de drama húngaro de 1978 dirigido e escrito por Zoltán Fábri.
Rebatizado em inglês como Hungarians, foi indicado ao Oscar de melhor filme estrangeiro na edição de 1979, representando a Hungria.

## Elenco
- Gábor Koncz - Fábián András
- Éva Pap - Fábiánné, Ilona
- József Bihari - último húngaro na cena dos sonhos
- Sándor Szabó - fazendeiro alemão
- Zoltán Gera - Brainer, o diretor
- Tibor Molnár - Gáspár Dániel
- István O. Szabó - Kondor Ábris
- Noémi Apor - Szabóné, Zsófi
- Bertalan Solti - Szabó János
- Anna Muszte - Kisné, Rozika
- András Ambrus - Kis Dani